# Impatiens befiananensis
Impatiens befiananensis är en balsaminväxtart som beskrevs av Fischer och Raheliv. Impatiens befiananensis ingår i släktet balsaminer, och familjen balsaminväxter. Inga underarter finns listade i Catalogue of Life.